# Conan Gray
Conan Gray   (Lemon Grove, 5 de desembre de 1998) és un cantautor estatunidenc.
El seu inici en el món audiovisual va començar a la seva adolescència, concretament el dia 15 de gener del 2013, quan es va crear el seu canal de YouTube anomenat: Conan Gray. Al seu perfil va començar a pujar videoblogs i covers de cançons d'artistes com Lana del Rey, Lorde, The Beatles, entre d'altres.
Gray va firmar un contracte discografic com a artista en solitari amb Republic Records l'any 2018, llançant el seu primer EP (Sunset season), el qual va obtenir més de 300 milions de reproduccions en plataformes de streaming i es va situar número 116 als billboard 200.

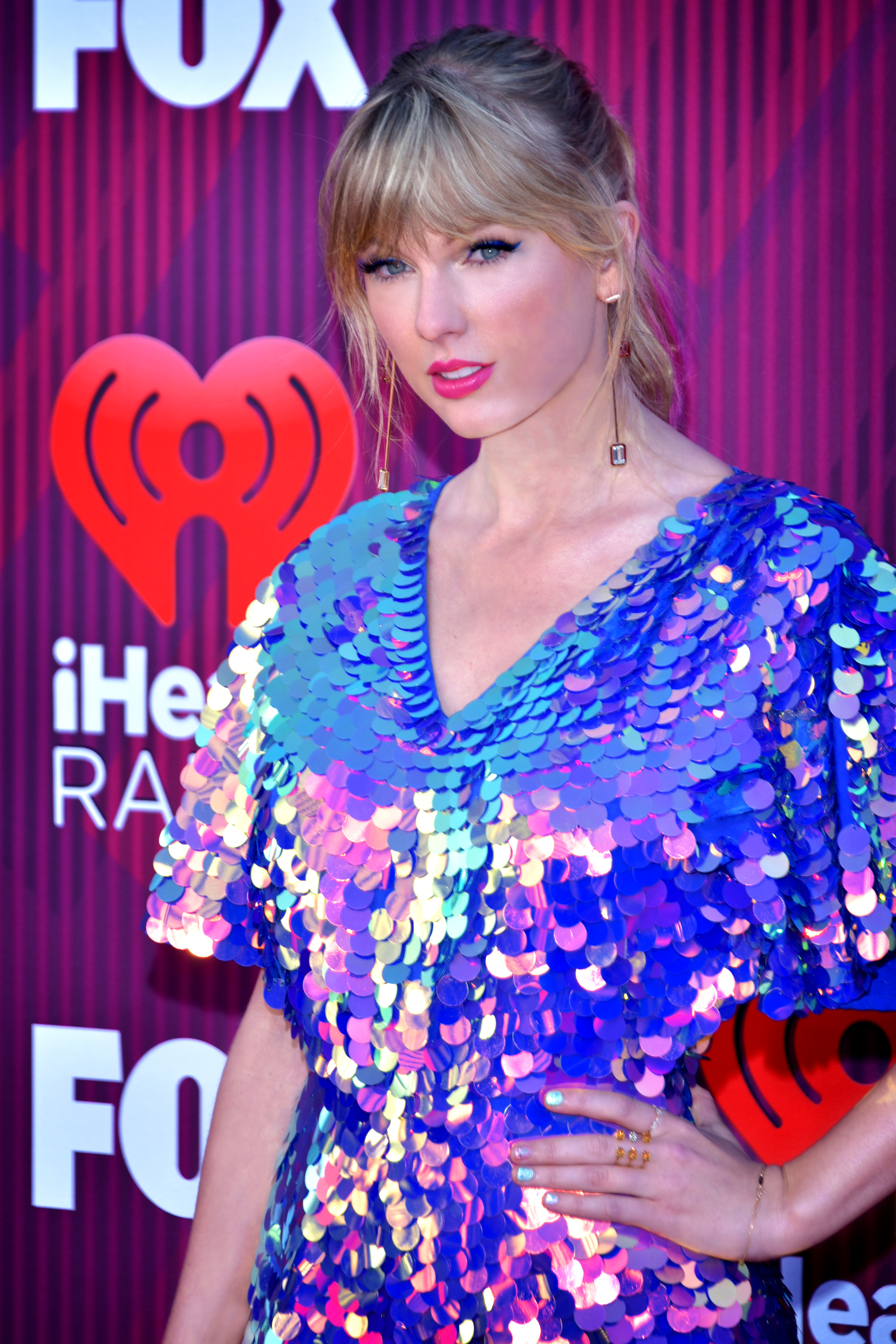
Taylor Swift

Temps després, entre els anys 2019 i 2020, Conan va publicar dos dels seus senzills més exitosos «Maniac» i «Heather». L'èxit d'aquestes dues cançons impulsarien el seu primer àlbum debut anomenat Kid Krow, el març del 2020, aconseguint situar-se el número cinc en els Billboard 200 dels Estats Units. El senzill «Maniac», va aconseguir una certificació d'or al Regne Unit, Canadà i Irlanda, l'abril de 2020.El seu altre èxit, «Heather», actualment (2022) continua sent un èxit tant en llistes, posicionant-se en el número 46 en els Billboard Hot 100, com amb el jovent aconseguint que, principalment els seus seguidors, celebrin el 3 de desembre com el dia d'Heather, dia de referència de la cançó.
El 2021 va iniciar la gira internacional de concerts, anomenada “Conan Gray on Tour”,però a causa del virus de la covid-19 alguns dels seus concerts se'n van haver de canviar de data.
El seu segon àlbum d'estudi, Superache (2022), va rebre elogis de la crítica i va debutar entre els 10 millors als Estats Units, el Regne Unit, Austràlia, Irlanda i els Països Baixos.
Gray és un dels artistes més reproduïts a Spotify, situantse en el desembre del 2022 com l'artista numero 170 en el ranking de Spotify.

## Biografia
El pare era un militar nord-americà d'origen irlandès i la seva mare és japonesa. Durant la seva infància, va residir durant dos anys a Hiroshima. Els seus progenitors es van divorciar quan tenia tres anys. Per la professió del seu progenitor, es va mudar moltes vegades en la infantesa, cosa que li va generar problemes d'adaptació. Va tenir problemes de bullying escolar. Finalment, es van instal·lar a Georgetown, Texas, on va transcórrer la seva adolescència.
Va estudiar a la UCLA de Los Angeles. El 2013, amb quinze anys, va obrir el seu canal a YouTube. Tocava versions dels seus artistes favorits i parlava sobre la seva vida a una localitat petita de Texas. Va llançar el seu primer senzill, Idle Town el març del 2017, que va obtenir catorze milions de reproduccions a Spotify i 12 milions de visites a YouTube. A aquestes els van seguir altres cançons, que es van recopilar a la seva EP, Sunset Season.
Va actuar com a teloner de Girl in Red i Panic! At the Disc. El 2020, va fer la seva aparició el seu àlbum debut, Kid Krow, que va escalar fins als primers llocs de les llistes americanes, convertint-se en el debut més reeixit d'un nou artista el 2020. En particular, la seva cançó Heather, es va fer molt popular a través de TikTok. Superache, el seu segon àlbum, es va llançar el 2022, amb singles com Astronomy i People Watching.

## Influencies
Conan Gray, encarà tenir una gran quantitat d'artistes que li agraden, ha confessat més d'un cop que la seva major influencia ha sigut la cantant i compositora Taylor Swift, a qui considera gairebé a una mare musical i se sent com si " l'hagués criat" considerant-se "el Swiftie més gran". Va dir a People "L'estimo molt. M'encanta la seva música. M'encanta el que fa. M'encanta el seu lirisme. M'encanta com ha gestionat la seva carrera. És una puta cap. Vaig créixer escoltant la seva música des de llavors. Tenia nou anys. Sento que em va formar tant com a persona."
Swift va elogiar l'àlbum debut de Gray Kid Krow i la cançó "Wish You Were Sober" a la seva història personal d'Instagram, a la qual Gray va respondre: " Gràcies per ser la meva inspiració i icona per escriure cançons de tota la vida. Sincerament, sento que em vas criar com a escriptor i com a humà i no puc expressar amb paraules quantes coses significa per a mi. Gràcies per tot. Swiftie per a la vida".
Una altra de les cantants de les quals va parlar Conan, va ser Lorde, reconeixent-la com una de les seves altres influències principals. El seu EP Sunset Season es va inspirar principalment en la nostàlgia de la petita ciutat del seu àlbum debut Pure Heroine. També ha citat The Chicks i Adele com algunes de les seves influències musicals, a més d'expressar una admiració mútua per V de BTS, Billie Eilish i Lana del Rey.
Conan el dia 12 de juny 2016, però el seu especial 100.000 subscriptors, va compartir la seva història vital des del seu canal de YouTube.

## Albums
| Títol     | Detalls | Posicions màximes dels gràfics | Posicions màximes dels gràfics | Posicions màximes dels gràfics | Posicions màximes dels gràfics | Posicions màximes dels gràfics | Posicions màximes dels gràfics | Posicions màximes dels gràfics | Posicions màximes dels gràfics | Posicions màximes dels gràfics | Posicions màximes dels gràfics | Certificacions          |
| Títol     | Detalls | US                             | AUS                            | BEL (FL)                       | CAN                            | IRE                            | NLD                            | NOR                            | NZ                             | SPA                            | UK                             | Certificacions          |
| --------- | --- | ------------------------------ | ------------------------------ | ------------------------------ | ------------------------------ | ------------------------------ | ------------------------------ | ------------------------------ | ------------------------------ | ------------------------------ | ------------------------------ | ----------------------- |
| Kid Krow  | - Publicat: March 20, 2020 - Marca: Republic Records - Formats: CD, LP, digital download, streaming, cassette | 5                              | 26                             | 49                             | 5                              | 20                             | 43                             | 32                             | 32                             | 39                             | 30                             | - RIAA: Gold - MC: Gold |
| Superache | - Publicat: June 24, 2022 - Marca: Republic Records - Formats: CD, LP, digital download, streaming, cassette  | 9                              | 8                              | 14                             | 24                             | 8                              | 9                              | 38                             | 11                             | 13                             | 8                              |                         |

LP:
| Títol         | Detalls                                                                                  | Posicions màximes dels gràfics | Posicions màximes dels gràfics | Posicions màximes dels gràfics |
| Títol         | Detalls                                                                                  | US                             | US Heat.                       | UK Down.                       |
| ------------- | ---------------------------------------------------------------------------------------- | ------------------------------ | ------------------------------ | ------------------------------ |
| Sunset Season | - Publicat: November 16, 2018 - Marca: Republic Records - Formats: CD, LP, DL, streaming | 116                            | 2                              | 57                             |

## Galeria d'imatges

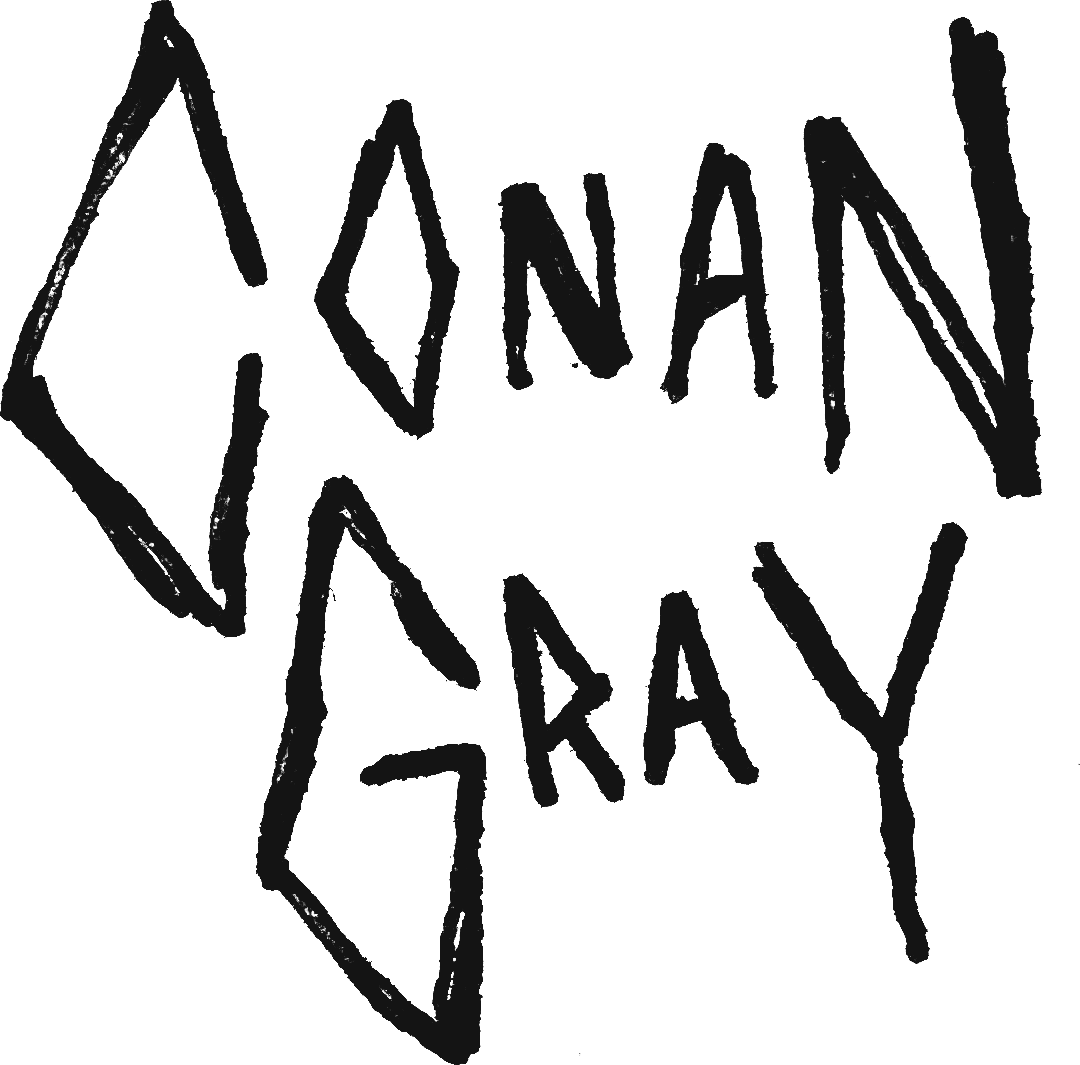
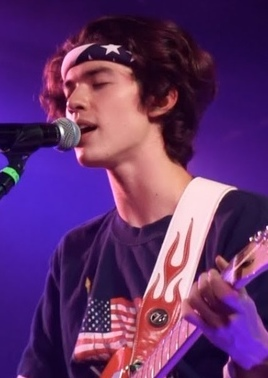
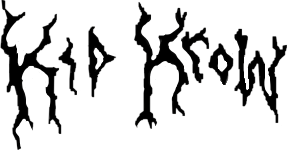
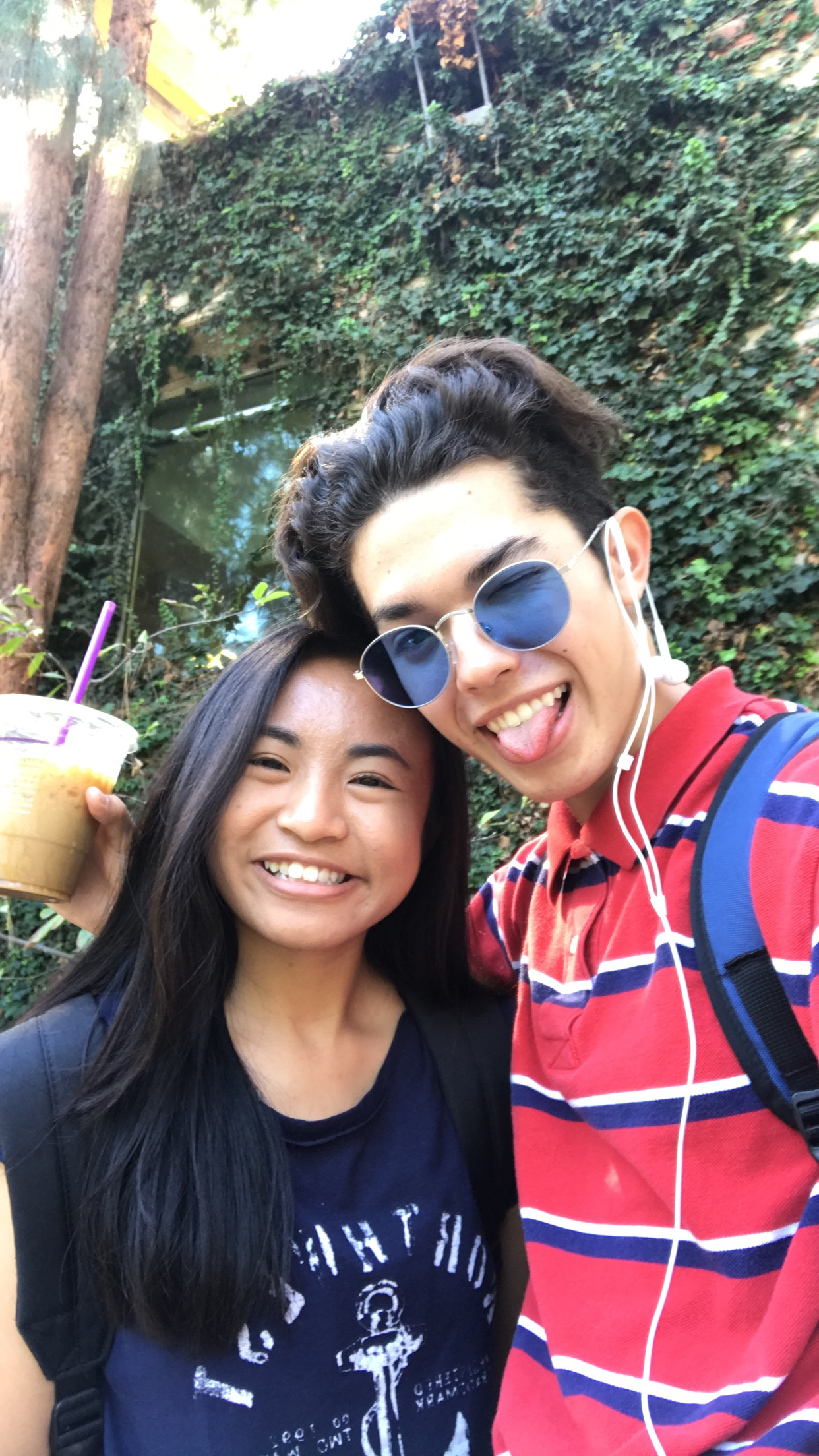
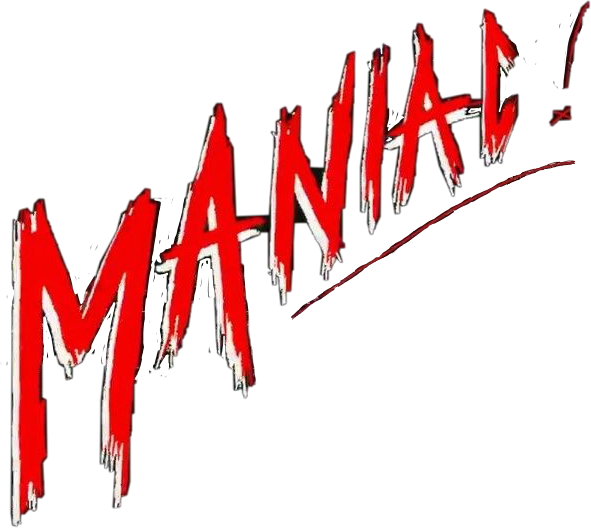
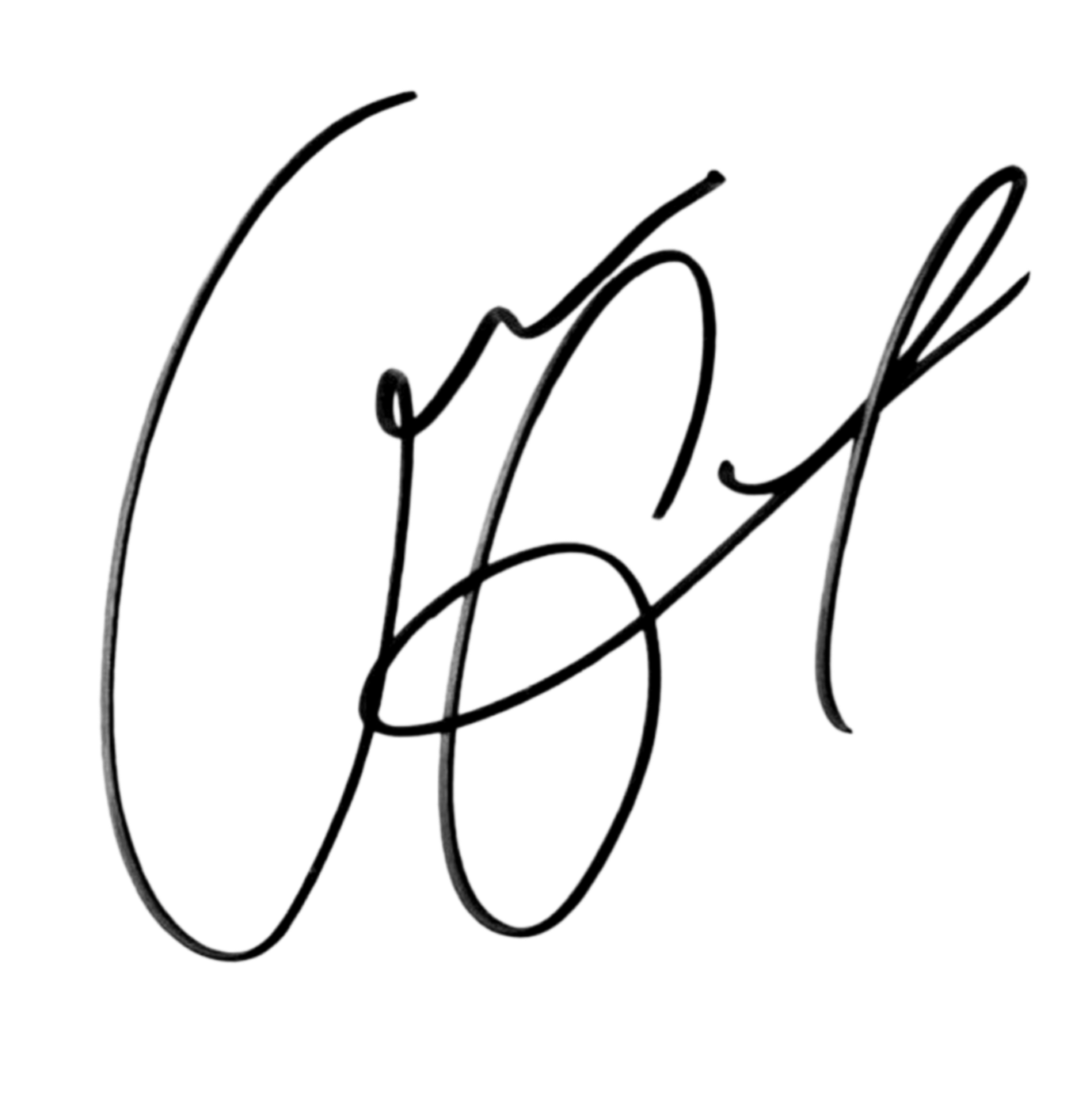

### Informació de les cançons
| Títol                 | Any  | Posicions màximes dels gràfics | Posicions màximes dels gràfics | Posicions màximes dels gràfics | Posicions màximes dels gràfics | Posicions màximes dels gràfics | Posicions màximes dels gràfics | Posicions màximes dels gràfics | Posicions màximes dels gràfics | Posicions màximes dels gràfics | Posicions màximes dels gràfics | Certificacions                                                                                  | Album              |
| Títol                 | Any  | US                             | AUS                            | BEL (FL) Tip                   | CAN                            | IRE                            | NOR                            | NZ                             | SGP                            | SWE                            | UK                             | Certificacions                                                                                  | Album              |
| --------------------- | ---- | ------------------------------ | ------------------------------ | ------------------------------ | ------------------------------ | ------------------------------ | ------------------------------ | ------------------------------ | ------------------------------ | ------------------------------ | ------------------------------ | ----------------------------------------------------------------------------------------------- | ------------------ |
| "Idle Town"           | 2017 | —                              | —                              | —                              | —                              | —                              | —                              | —                              | —                              | —                              | —                              |                                                                                                 | Sunset Season      |
| "Grow"                | 2017 | —                              | —                              | —                              | —                              | —                              | —                              | —                              | —                              | —                              | —                              |                                                                                                 | Single sense àlbum |
| "Generation Why"      | 2018 | —                              | —                              | —                              | —                              | —                              | —                              | —                              | —                              | —                              | —                              |                                                                                                 | Sunset Season      |
| "Crush Culture"       | 2018 | —                              | —                              | —                              | —                              | —                              | —                              | —                              | —                              | —                              | —                              |                                                                                                 | Sunset Season      |
| "The Other Side"      | 2019 | —                              | —                              | —                              | —                              | —                              | —                              | —                              | —                              | —                              | —                              |                                                                                                 | Single sense àlbum |
| "The King"            | 2019 | —                              | —                              | —                              | —                              | —                              | —                              | —                              | —                              | —                              | —                              |                                                                                                 | Single sense àlbum |
| "Checkmate"           | 2019 | —                              | —                              | —                              | —                              | —                              | —                              | —                              | —                              | —                              | —                              |                                                                                                 | Kid Krow           |
| "Comfort Crowd"       | 2019 | —                              | —                              | —                              | —                              | —                              | —                              | —                              | —                              | —                              | —                              |                                                                                                 | Kid Krow           |
| "Maniac"              | 2019 | —                              | 24                             | 41                             | —                              | 83                             | —                              | —                              | —                              | —                              | —                              | - RIAA: Platinum - ARIA: 3× Platinum - BPI: Silver - MC: 2× Platinum                            | Kid Krow           |
| "The Story"           | 2020 | —                              | —                              | 43                             | —                              | —                              | —                              | —                              | —                              | —                              | —                              |                                                                                                 | Kid Krow           |
| "Wish You Were Sober" | 2020 | —                              | —                              | —                              | —                              | —                              | —                              | —                              | —                              | —                              | —                              |                                                                                                 | Kid Krow           |
| "Heather"             | 2020 | 46                             | 13                             | 1                              | 26                             | 12                             | 21                             | 13                             | 2                              | 41                             | 17                             | - RIAA: 2× Platinum - ARIA: Platinum - BPI: Platinum - GLF: Gold - MC: 3× Platinum - RMNZ: Gold | Kid Krow           |
| "Fake" (with Lauv)    | 2020 | —                              | —                              | —                              | —                              | —                              | —                              | —                              | —                              | —                              | —                              |                                                                                                 | Single sense àlbum |
| "Overdrive"           | 2021 | —                              | —                              | —                              | —                              | —                              | —                              | —                              | —                              | —                              | —                              |                                                                                                 | Single sense àlbum |
| "Astronomy"           | 2021 | —                              | —                              | —                              | —                              | —                              | —                              | —                              | —                              | —                              | —                              |                                                                                                 | Superache          |
| "People Watching"     | 2021 | —                              | —                              | —                              | —                              | —                              | —                              | —                              | 25                             | —                              | —                              |                                                                                                 | Superache          |
| "Telepath"            | 2021 | —                              | —                              | —                              | —                              | 88                             | —                              | —                              | —                              | —                              | —                              |                                                                                                 | Single sense àlbum |
| "Jigsaw"              | 2022 | —                              | —                              | —                              | —                              | —                              | —                              | —                              | —                              | —                              | —                              |                                                                                                 | Superache          |
| "Memories"            | 2022 | —                              | —                              | —                              | 75                             | 69                             | —                              | —                              | —                              | —                              | —                              |                                                                                                 | Superache          |
| "Yours"               | 2022 | —                              | —                              | —                              | —                              | —                              | —                              | —                              | —                              | —                              | —                              |                                                                                                 | Superache          |
| "Disaster"            | 2022 | —                              | —                              | —                              | —                              | —                              | —                              | —                              | —                              | —                              | —                              |                                                                                                 | Superache          |

## Premis i nominacions
| Any  | Associació              | Categoria               | Treball | Resultats     | Ref.          |
| ---- | ----------------------- | ----------------------- | ------- | ------------- | ------------- |
| 2019 | Shorty Awards           | Best YouTube Musician   | Himself | Guanyat       | [ 30 ]        |
| 2019 | Streamy Awards          | Breakthrough Artist     | Himself | Nominat       | [ 31 ]        |
| 2020 | MTV Europe Music Awards | Best Push Act           | Himself | Nominat       | [ 32 ]        |
| 2020 | MTV Video Music Awards  | Push Artist of the Year | Himself | Llista llarga | [ 33 ]        |
| 2020 | People's Choice Awards  | Best New Artist of 2020 | Himself | Nominat       | [ 34 ]        |
| 2021 | Gold Derby Music Awards | Best New Artist         | Himself | Nominat       | [ 35 ] [ 36 ] |